# Urugwaj na Mistrzostwach Świata w Lekkoatletyce 2009
Urugwaj na Mistrzostwach Świata w Lekkoatletyce 2009, reprezentowany był przez dwoje zawodników - 1 kobietę i 1 mężczyznę. Żaden z zawodników nie zdobył medalu na tych mistrzostwach.

## Występy reprezentantów Urugwaju

### Mężczyźni
| Konkurencja | Zawodnik     | Kwal.    | Kwal. | Półfinał      | Półfinał      | Finał         | Finał         |
| Konkurencja | Zawodnik     | Wynik    | Poz.  | Wynik         | Poz.          | Wynik         | Poz.          |
| ----------- | ------------ | -------- | ----- | ------------- | ------------- | ------------- | ------------- |
| 400 m       | Andrés Silva | 46.86    | 40    | Nie awansował | Nie awansował | Nie awansował | Nie awansował |
| 400 m ppł   | Andrés Silva | 49.51 NR | 14    | 49.34 NR      | 13            | Nie awansował | Nie awansował |

### Kobiety
| Konkurencja | Zawodniczka       | Kwal.    | Kwal. | Półfinał       | Półfinał       | Finał          | Finał          |
| Konkurencja | Zawodniczka       | Wynik    | Poz.  | Wynik          | Poz.           | Wynik          | Poz.           |
| ----------- | ----------------- | -------- | ----- | -------------- | -------------- | -------------- | -------------- |
| 400 m ppł   | Déborah Rodríguez | 59.21 NR | 35    | Nie awansowała | Nie awansowała | Nie awansowała | Nie awansowała |